# Piotr Konieczyński
Piotr Konieczyński (ur. 10 sierpnia 1964 w Wodzisławiu Śląskim) – polski aktor teatralny, telewizyjny i filmowy. Absolwent wrocławskiej filii PWST (rocznik 1988), na scenie zadebiutował 18 września 1987 roku w sztuce Człowiek jak człowiek Bertolta Brechta w reżyserii Hanny Herman-Cieślik, Mieczysławy Walczak-Deleżyńskiej i Jerzego Kozłowskiego na deskach Teatru im. C.K. Norwida w Jeleniej Górze, z którym związał się na stałe.

## Filmografia
- 1983: Babka (etiuda szkolna) – obsada aktorska
- 1987: Zero życia – chłopak z klasy Tomka
- 1988, 1991: Pogranicze w ogniu – Piotruś Boruta (odc. 1– 4, 15, 17, 20, 23)
- 1996: Życie Galileusza (spektakl telewizyjny) – Ludwik Marsili
- 1999: Świat według Kiepskich – facet (odc. 9)
- 2001: Złotopolscy – dostawca towaru (odc. 361)
- 2004: Dziupla Cezara – konsument (odc. 7)
- 2006: Pierwsza miłość – kierowca taksówki (odc. 303)
- 2006: Fala zbrodni – rosyjski gangster (odc. 57)
- 2009: Pierwsza miłość – nauczyciel biologii (odc. 927-928)
- 2012: Pierwsza miłość – rzeczoznawca wyceniający mieszkanie należące do Marka i Teresy Żukowskich (odc. 1421)
- 2017: Pierwsza miłość – prezes firmy, w której o pracę ubiegała się Marysia Domańska (odc. 2452– 2453)
- 2018: Na sygnale – Zbyszek (odc. 177)
- 2019: Pierwsza miłość – Wiśniewski, pacjent oczekujący na przeszczep serca (odc. 2792)

## Role teatralne
- 1988: Sen nocy letniej – Puk
- 1990: Martwe dusze – Paweł Iwanowicz Cziczikow
- 1992: Romanca – Trzeci
- 1992: Bambuko, czyli skandal w krainie gier – pies Nonsens
- 1993: Zemsta – Wacław
- 1995: Stara kobieta wysiaduje – Kelner młody, Młodzieniec
- 1996: Mały Książę – Pijak
- 1996: Królowa Śniegu – Kaj
- 1998: Dziady – ksiądz Piotr
- 1999: Balladyna – Kirkor
- 2002: Komedia sytuacyjna – Artur Grey
- 2002: Mistrz i Małgorzata – Korowiow, Strawiński
- 2003: Testosteron – Tretyn
- 2005: Kantata na cztery skrzydła – Amhiel
- 2006: Romeo i Julia – Ojciec Laurenty
- 2006: Trans-Atlantyk – Pyckal
- 2007: Don Kichote – Don Kiszot z La Manczy
- 2007: Kariera Artura Ui – Givola
- 2008: Elektra – Posłaniec, Ajgistos
- 2008: Gog i Magog – Kronika chasydzka
- 2008: Intryga i miłość – Miller
- 2009: Sztuka dla dziecka – Człowiek, Którego Nikt Nie Rozumie
- 2009: Kolacja na cztery ręce – Jan Krzysztof Schmidt
- 2010: Sztukmistrz. Norwid o Polsce. Norwid o Polakach. Norwid o sztuce
- 2010: Czarna maska – François Tortebad
- 2010: Kolacja dla głupca – François Pignon
- 2010: Lilla Weneda – Ślaz
- 2011: Bóg mordu – Alain Reille
- 2011: Rozmowy przy wycinaniu lasu – Zyzol

## Nagrody
- 1988 –  Brązowa Iglica
- 1990 –  Srebrna Iglica
- 1991 – Złota Iglica
- 1992 – Złota Iglica
- 1994 – Srebrny Kluczyk w plebiscycie na najpopularniejszego aktora, organizowanym z okazji Międzynarodowego Dnia Teatru przez tygodnik „Nowiny Jeleniogórskie”
- 1995 – Wyróżnienie za rolę młodego kelnera w przedstawieniu Stara kobieta wysiaduje Tadeusza Różewicza w Teatrze im. C.K. Norwida w Jeleniej Górze na I Ogólnopolskim Konkursie Polskich Sztuk Współczesnych w Warszawie
- 2005 – Wyróżnienie przyznane przez młodzieżowe jury na XXXV Jeleniogórskich Spotkaniach Teatralnych za rolę anioła Amhiela w przedstawieniu Roberta Bruttera Kantata na cztery skrzydła w reż. Krzysztofa Jaworskiego
- 2011 – Dyplom Honorowy Aliny Obidniak za kreację aktorską François Pignona w spektaklu Kolacja dla głupca Francisa Vebera w reż. Stefana Szaciłowskiego
- 2016 –  Srebrny Kluczyk w kategorii „kreacja aktorska” za rolę Autolikusa w spektaklu Zimowa opowieść Szekspira w reż. Aleksandry Popławskiej i Marka Kality
- 2020 – Nagroda Marszałka Województwa Dolnośląskiego za wybitne osiągnięcia w dziedzinie kultury